# Lukáš Pazdera
Lukáš Pazdera (* 6. března 1987) je český fotbalový obránce a bývalý mládežnický reprezentant. V současnosti působí v klubu FC Baník Ostrava. Jeho postem je místo pravého beka.

## Klubová kariéra
Profesionální kariéru zahájil v roce 2005 v dresu moravského týmu FC Zlín. V roce 2012 hostoval v divizním klubu FC ZVVZ Milevsko.
Se Zlínem zažil v sezóně 2014/15 postup do 1. české ligy. V prvním kole Synot ligy 2015/16 zajistil vítězným gólem Zlínu výhru 1:0 na hřišti Bohemians 1905 a premiérové tři body pro své mužstvo.
Se zlínským týmem slavil v sezóně 2016/17 triumf v českém poháru.
V červnu 2017 přispěl k zisku další trofeje, premiérového Česko-slovenského Superpoháru (po zdolání Slovanu Bratislava). V týmu převzal po odchodu stopera Jakuba Jugase do Slavie Praha roli kapitána.

V červenci 2017 oznámil vedení Fastavu Zlín, že se dohodl v půlročním předstihu na smlouvě s Baníkem Ostrava, nováčkem ligové sezóny 2017/18. Hráčem Baníku se měl stát v lednu 2018, ale kluby se mezi sebou dohodly ještě během letního přestupního období a Pazdera se do Ostravy stěhoval již v srpnu 2017. Podepsal smlouvu na dva a půl roku.

## Reprezentační kariéra
Pazdera byl v roce 2004 součástí mládežnických reprezentačních týmů ČR do 17 a 18 let.